# Tranh chấp địa giới hành chính tại Việt Nam
Tranh chấp địa giới hành chính là hành vi tranh chấp quyền quản lý đất đai, mặt nước, đảo, hải đảo liên quan đến địa giới hành chính của các đơn vị hành chính liền kề nhau. Tại Việt Nam, có tình trạng tranh chấp địa giới giữa các đơn vị hành chính cấp tỉnh, giữa các đơn vị hành chính cấp huyện trong cùng tỉnh và giữa các đơn vị hành chính cấp xã trong cùng huyện.
Nguyên nhân của việc tranh chấp địa giới hành chính bao gồm:
- Tình trạng xâm canh, xâm cư của cư dân hai phía địa giới hành chính;
- Sai sót trong quá trình chia tách hoặc sáp nhập đơn vị hành chính;
- Việc phân định địa giới không đúng với thực tế;
- Việc cắm mốc địa giới không đúng với hồ sơ phân định địa giới.

## Tranh chấp địa giới giữa các đơn vị hành chính cấp tỉnh
Theo Bộ Nội vụ Việt Nam, tính đến năm 2008 có 27 điểm tranh chấp địa giới giữa các đơn vị hành chính cấp tỉnh, trong đó có chín điểm là tranh chấp địa giới giữa tỉnh Hòa Bình và tỉnh Hà Tây (từ năm 2008 là thành phố Hà Nội).

### TỉnhQuảng Ninhvà thành phốHải Phòng
Khu vực tranh chấp là bãi Nhà Mạc và bắc đảo Cát Bà với diện tích 23.550,0 ha, tranh chấp giữa huyện Yên Hưng (từ năm 2011 là thị xã Quảng Yên) và thành phố Hạ Long, tỉnh Quảng Ninh với các huyện Thủy Nguyên, Cát Hải, Hải Phòng. Khu bãi Nhà Mạc do 4 xã huyện Yên Hưng quản lý; khu bắc đảo Cát Bà là quần thể thuộc vịnh Hạ Long.
Năm 2019, Chính phủ Việt Nam đã ban hành các nghị quyết xác định địa giới hành chính giữa tỉnh Quảng Ninh và thành phố Hải Phòng tại hai khu vực nêu trên. 

### TỉnhHải Dươngvà thành phốHải Phòng
Khu vực tranh chấp là Nông trường Quý Cao, với diện tích 105,97 ha, tranh chấp giữa xã Đại Thắng, huyện Tiên Lãng, Hải Phòng với xã Quang Trung, huyện Tứ Kỳ, Hải Dương.  Khu vực này có đất canh tác và khoảng 470 hộ do nông trường Quý Cao (Hải Phòng) quản lý.
Năm 2020, Chính phủ Việt Nam đã ban hành nghị quyết xác định địa giới hành chính giữa tỉnh Hải Dương và thành phố Hải Phòng tại khu vực nêu trên.

### TỉnhVĩnh Phúcvà thành phốHà Nội
Khu vực tranh chấp thứ nhất là Dãy núi Chân Chim, với diện tích 65,50 ha, tranh chấp giữa xã Ngọc Thanh, thành phố Phúc Yên, Vĩnh Phúc với xã Minh Trí, huyện Sóc Sơn, Hà Nội. Khu vực  này không có dân cư, là đồi núi trọc chỉ có ít cây thông và bạch đàn cao từ 1 m đến 3 m.
Khu vực tranh chấp thứ hai là đầm Tiền Phong, với diện tích 9,60 ha, tranh chấp giữa xã Tiền Phong, huyện Mê Linh, Vĩnh Phúc với xã Kim Chung, huyện Đông Anh, Hà Nội. Khu vực  này là đầm nước do nhân dân địa phương thả sen. Năm 2008, huyện Mê Linh được tách ra khỏi tỉnh Vĩnh Phúc và sáp nhập vào thành phố Hà Nội, do đó điểm tranh chấp này chỉ còn là tranh chấp cấp huyện.

### TỉnhHòa Bìnhvà thành phốHà Nội
Khu vực tranh chấp thứ nhất là đồi Thung Mộ, với diện tích 910,00 ha, tranh chấp giữa các xã Yên Bình và Tiến Xuân, huyện Lương Sơn, Hòa Bình với xã Thạch Hòa, huyện Thạch Thất, Hà Nội. Đây là khu vực Láng – Hòa Lạc, địa điểm Dự án Đại học Quốc gia Hà Nội (Nông trường 1A cũ).
Cuối năm 2008, toàn bộ tỉnh Hà Tây và các xã Yên Bình và Tiến Xuân của tỉnh Hòa Bình sáp nhập vào Hà Nội, điểm tranh chấp này cũng đã được giải quyết.
Khu vực tranh chấp thứ hai là cầu Vai Réo, với diện tích 37,38 ha, tranh chấp giữa xã Đông Xuân, huyện Lương Sơn, Hòa Bình với xã Phú Cát, huyện Quốc Oai, Hà Nội. Đây là vùng đồi, chủ yếu để trồng cây màu (đỗ, sắn, lạc…).
Khu vực tranh chấp thứ ba là đồi Lau, với diện tích 19,72 ha, tranh chấp giữa xã Hòa Sơn, huyện Lương Sơn, Hòa Bình với xã Đông Yên, huyện Quốc Oai, Hà Nội. Đây là khu vực Nông trường chè Long Phú trồng bạch đàn ven đường 21A và K12 là đất thổ cư, dân các nơi đến và đã nhập xã Hòa Sơn quản lý.	
Khu vực tranh chấp thứ tư là Tân Mai, với diện tích 144,32 ha, tranh chấp giữa xã Hòa Sơn, huyện Lương Sơn, Hòa Bình với thị trấn Xuân Mai, huyện Chương Mỹ, Hà Nội. Đây là khu vực dân cư của 2 tỉnh đan xen nhau rất khó phân định.
Khu vực tranh chấp thứ năm là Trường cao đẳng Kỹ thuật, với diện tích 31,04 ha, tranh chấp giữa xã Nhuận Trạch, huyện Lương Sơn, Hòa Bình với xã Thủy Xuân Tiên, huyện Chương Mỹ, Hà Nội. Đây là khu vực thuộc Trường cao đẳng Kỹ thuật, ven đường 21 là dân cư của Trường và Xí nghiệp Cao su Vạn Hòa, không có dân cư của 2 xã trên.	
Khu vực tranh chấp thứ sáu là đồi Ngõng Cối, với diện tích 954,12 ha, tranh chấp giữa xã Liên Sơn, huyện Lương Sơn, Hòa Bình với xã Phương Nam Tiến, huyện Chương Mỹ, Hà Nội. Đây là khu vực dân xã Liên Sơn cấy lúa 2,7 ha, dân xã Nam Phương Tiến trồng rừng 256 ha, có dự án làng Lâm – Nông nghiệp Mỹ Tiến.
Khu vực tranh chấp thứ bảy là hồ Đồng Sương, với diện tích 194,70 ha, tranh chấp giữa xã Thạch Lập, huyện Lương Sơn, Hòa Bình với xã Trần Phú, Mỹ Lương, huyện Chương Mỹ, Hà Nội. Đây là khu vực có 48 mẫu ruộng do xã Thạnh Lập quản lý, mặt nước, lòng hồ do huyện Chương Mỹ quản lý.
Khu vực tranh chấp thứ tám là Ô Môn, với diện tích 601,11 ha, tranh chấp giữa xã Cao Dương, huyện Kim Bôi, Hòa Bình với xã Tuy Lai, huyện Mỹ Đức, Hà Nội. Đây là khu vực được bao bọc, bởi dãy núi đá và một phần là đầm lầy, chỉ trồng sắn, ngô.
Khu vực tranh chấp thứ chín là núi Đá Chẹ, với diện tích 17,40 ha, tranh chấp giữa xã Hợp Thịnh, huyện Kỳ Sơn, Hòa Bình với xã Khánh Thượng, huyện Ba Vì, Hà Nội. Đây là khu vực hồ thả cá và cấy lúa vụ chiêm, núi Đá Chẹ chủ yếu khai thác đá.
Năm 2011, các điểm tranh chấp này cơ bản đã được xử lý.

### TỉnhHòa Bìnhvà tỉnhNinh Bình
Khu vực tranh chấp thứ nhất là Máng Ếch, với diện tích 24,41 ha, tranh chấp giữa xã Ngọc Lương, huyện Yên Thủy, Hòa Bình với xã Yên Quang, huyện Nho Quan, Ninh Bình. Đây là khu vực không có dân cứ, đất cấy 2 vụ lúa.
Khu vực tranh chấp thứ hai là Chín quả đồi Sim, với diện tích 92,50 ha, tranh chấp giữa xã Ngọc Lương, huyện Yên Thủy, Hòa Bình với xã Thạch Bình, huyện Nho Quan, Ninh Bình. Đây là khu vực thung lũng cấy lúa, trên đồi trồng cây theo chương trình PAM (cây keo tượng, bạch đàn).
Khu vực tranh chấp thứ ba là đền Cát Đùn, với diện tích 141,82 ha, tranh chấp giữa xã Đồng Tâm, huyện Lạc Thủy, Hòa Bình với xã Gia Hưng, huyện Gia Viễn, Ninh Bình. Đây là khu vực dân cư chỉ ở tạm trú theo thời vụ, đất trồng theo chương trình PAM, còn một ít đất để trồng màu.
Khu vực tranh chấp thứ tư là Đá Hàn, với diện tích 124,50 ha, tranh chấp giữa xã Đồng Tâm, huyện Lạc Thủy, Hòa Bình với xã Gia Hòa, huyện Gia Viễn, Ninh Bình. Đây là khu vực có khoảng 130 hộ của xã Gia Hòa đang làm ăn sinh sống, đất trồng màu.
Năm 2020, Chính phủ Việt Nam đã ban hành nghị quyết xác định địa giới hành chính giữa hai tỉnh tại hai khu vực.

### TỉnhHòa Bìnhvà tỉnhThanh Hóa
Khu vực tranh chấp là Vạn Mai, với diện tích 99,50 ha, tranh chấp giữa xã Vạn Mai, huyện Mai Châu, Hòa Bình với xã Phú Thanh, huyện Quan Hóa, Thanh Hóa. Đây là khu vực đường 15A, 15B (154) đi qua, dân cư ở đây có hộ khẩu ở tỉnh Hòa Bình.
Năm 2020, Chính phủ Việt Nam đã ban hành nghị quyết xác định địa giới hành chính giữa hai tỉnh tại khu vực nêu trên.

### TỉnhHà Tĩnhvà tỉnhQuảng Bình
Khu vực tranh chấp thứ nhất là giữa xã Kỳ Lạc, huyện Kỳ Anh, Hà Tĩnh với xã Ngư Hóa, huyện Tuyên Hóa, Quảng Bình. Đây là khu vực có đất canh tác và khoảng 2.400 người thuộc xã Ngư Hóa, huyện Tuyên Hóa.
Khu vực tranh chấp thứ hai có diện tích 1.433,00 ha, tranh chấp giữa xã Hương Trạch, huyện Hương Khê, Hà Tĩnh với xã Hương Hóa, huyện Tuyên Hóa, Quảng Bình. Đây là khu vực có đất canh tác và khoảng 250 người thuộc xã Hương Hóa, huyện Tuyên Hóa.
Năm 2007, Thủ tướng Chính phủ đã có văn bản xử lý.

### TỉnhQuảng Trịvà tỉnhThừa Thiên - Huế
Khu vực tranh chấp có diện tích 11.650,00 ha, tranh chấp giữa xã Hồng Thủy, huyện A Lưới, Thừa Thiên - Huế với xã A Bung, huyện Đakrông, Quảng Trị. Khi còn là tỉnh Bình Trị Thiên thì xã Hồng Thủy mượn đất xã A Bung để ở.
Năm 2019, Chính phủ Việt Nam đã ban hành nghị quyết xác định địa giới hành chính giữa tỉnh Thừa Thiên Huế và tỉnh Quảng Trị  tại hai khu vực nêu trên.

### TỉnhThừa Thiên - Huếvàthành phố Đà Nẵng
Khu vực tranh chấp là đèo Hải Vân, với diện tích 764,79 ha, tranh chấp giữa xã Lộc Hải, huyện Phú Lộc, Thừa Thiên – Huế với phường Hòa Hiệp Bắc, quận Liên Chiểu, Đà Nẵng. Tỉnh Thừa Thiên Huế quản lý khu vực núi Hải Vân và hòn Sơn Chà. TP. Đà Nẵng quản lý tiểu khu rừng 11 nằm bên phía Nam sườn núi Hải Vân, vịnh Đà Nẵng.

### TỉnhKon Tumvà tỉnhGia Lai
Khu vực tranh chấp là toàn tuyến địa giới giữa hai tỉnh, với diện tích 2.441,3 km2, do số liệu diện tích hai tỉnh trong Nghị quyết của Quốc hội về việc chia tách tỉnh Gia Lai – Kon Tum là chưa chính xác.

### TỉnhĐắk Lắkvà tỉnhKhánh Hòa
Khu vực tranh chấp có diện tích 9.345,00 ha, tranh chấp giữa xã Ea Trang, huyện M’Drắk, Đắk Lắk với xã Ninh Tây, thị xã Ninh Hòa, Khánh Hòa. Phía Đông Bắc là rừng cây đã khai thác và nay được tu bổ (nông trường Ninh Hòa quản lý), phía Tây nam có 1 hộ dân xã Ea Trang sản xuất 2000m2.
Ngày 20 tháng 6 năm 2017, Bộ Nội vụ giao Khánh Hòa quản lý hơn 5.341ha, trong đó có hồ thủy điện Krông Rou. Tỉnh Đắk Lắk quản lý gần 3.960ha bao gồm núi Hòn Vọng Phu và núi Mẹ Bồng Con.

### TỉnhBình Thuậnvà tỉnhBà Rịa - Vũng Tàu
Khu vực tranh chấp là cầu  Nước Mặn, với diện tích 710,00 ha, tranh chấp giữa xã Tân Thắng, huyện Hàm Tân, Bình Thuận với xã Bình Châu, huyện Xuyên Mộc, Bà Rịa – Vũng Tàu. Hai thôn Hà Lãng, Suối Bang, có 532 hộ với khoảng 2.717 người thuộc xã Tân Thắng quản lý nhưng theo Quyết định của Thủ tướng Chính phủ thì thuộc Bà Rịa – Vũng Tàu.

### TỉnhĐồng Naivàthành phố Hồ Chí Minh
Khu vực tranh chấp là cù lao Gò Gia, với diện tích 3.426,00 ha, tranh chấp giữa xã Phước An, huyện Nhơn Trạch, Đồng Nai, với xã Thạnh An, huyện Cần Giờ, thành phố Hồ Chí Minh. Đây là khu vực do các đơn vị của thành phố Hồ Chí Minh đang quản lý. Diện tích chưa tính mặt nước sông Gò Gia và Thị Vải.
Qua nhiều lần làm việc giữa Bộ Nội vụ với TP HCM và Đồng Nai, đến ngày 5/12/2019, Thủ tướng có Nghị quyết về phân chia địa giới hành chính giữa hai địa phương với sự tham mưu của Bộ Nội vụ. Theo đó, cù lao Gò Gia được công nhận của TP HCM, thuộc xã Thạnh An, huyện Cần Giờ. Đây là điều kiện đủ để ngày 14/1 cùng năm UBND thành phố gửi hồ sơ đề nghị Trung ương công nhận Thạnh An là xã đảo và thực hiện chính sách ưu đãi với người dân ở đây.
Năm 2019, Chính phủ Việt Nam đã ban hành nghị quyết xác định địa giới hành chính giữa tỉnh Đồng Nai và thành phố Hồ Chí Minh tại khu vực nêu trên.

### TỉnhKiên Giangvà tỉnhBạc Liêu
Khu vực tranh chấp là khu Cạnh Đền, với diện tích 2.190,00 ha, tranh chấp giữa xã Vĩnh Phong, huyện Vĩnh Thuận, Kiên Giang với xã Ninh Thạnh Lợi, huyện Hồng Dân, Bạc Liêu. Đây là khu vực đất ở và sản xuất của dân ấp cạnh Đền 2, 3 thuộc xã Vĩnh Phong, một phần của xã Ninh Thạch Lợi Phong Thạnh Nam, huyện Hồng Dân.

### Một số điểm khác
Một số điểm chồng lấn địa giới hành chính khác (chủ yếu phát sinh do có sự không thống nhất giữa hồ sơ, bản đồ với thực trạng quản lý giữa các địa phương):
- Tỉnh Quảng Nam và Quảng Ngãi: giữa xã Trà Giáp, Trà Ka huyện Bắc Trà My, Quảng Nam với xã Trà Thanh, Trà Khê, Trà Xinh huyện Tây Trà, Quảng Ngãi.[13]
- Tỉnh Quảng Nam và Kon Tum: có 238 hộ, hơn 1.000 nhân khẩu thuộc thôn 3 của xã Trà Vinh, huyện Nam Trà My, Quảng Nam đang sinh sống, canh tác trên địa bàn xã Đăk Nên, huyện Kon Plông (Kon Tum).[14]
- Tỉnh Bình Định và tỉnh Phú Yên:
  - Giữa xã Canh Hòa, huyện Vân Canh, tỉnh Bình Định và xã Xuân Lãnh, huyện Đồng Xuân, tỉnh Phú Yên không có sự thống nhất khi đối chiếu hồ sơ, bản đồ của hai xã với diện tích vùng chồng lấn khoảng 512 ha.[15]
  - Điểm thứ hai là Hòn Rớ, giữa phường Ghềnh Ráng, thành phố Quy Nhơn và xã Xuân Hải, thị xã Sông Cầu.[16]
- Tỉnh Lâm Đồng và Đắk Nông: 600 hộ dân với 2.712 nhân khẩu 2 xã Phi Liêng, Đạ K’Nàng, huyện Đam Rông, tỉnh Lâm Đồng đang sống trên đất thuộc địa phận xã Đắk Som, huyện Đắk Glong, Đắk Nông.[17]
- Một số điểm giữa tỉnh Hòa Bình với tỉnh Phú Thọ, tỉnh Bắc Kạn với tỉnh Thái Nguyên, tỉnh Vĩnh Phúc với tỉnh Thái Nguyên, tỉnh Nghệ An với tỉnh Hà Tĩnh.

## Tranh chấp địa giới giữa các đơn vị hành chính cấp huyện cùng thuộc một tỉnh
Xã Sùng Đô, huyện Văn Chấn, tỉnh Yên Bái có 5 thôn bản, thì hai thôn là thôn Làng Mảnh và Giằng Pằng hiện có địa giới hành chính của xã Phong Dụ Thượng, huyện Văn Yên. Hai thôn này có trên 110 hộ dân sinh sống, diện tích đất tự nhiên trên 2.500 ha.

## Tranh chấp địa giới giữa các đơn vị hành chính cấp xã cùng thuộc một huyện
Tại huyện Mường Lát, Thanh Hóa, thời điểm 2012 đã từng có nhiều điểm tranh chấp địa giới giữa xã Tam Chung với các xã Tén Tằn, Mường Lý, Nhi Sơn và thị trấn Mường Lát, giữa xã Tén Tằn và xã Quang Chiểu, giữa xã Nhi Sơn và xã Trung Lý.